# Galeandra batemanii
Espèce
Classification phylogénétique
Statut CITES
Galeandra batemanii est une espèce d'orchidée du genre Galeandra originaire du Mexique et d'Amérique centrale. Son nom honore la mémoire du botaniste anglais James Bateman (1811-1897).